# Christopher Manson
Christopher Manson es un autor e ilustrador de libros infantiles conocido por su uso de herramientas manuales tradicionales para realizar minuciosamente los grabados en madera de pino que llenan sus diversas obras muy aclamadas.

## Fondou
Nacido en Buffalo, Nueva York, Manson se graduó en 1975 en el Nova Scotia College of Art and Design en Halifax, Nueva Escocia, habiéndose especializado en grabado. También obtuvo una Maestría en Bellas Artes de la Universidad Estatal de Nueva York en New Paltz (SUNY New Paltz). 
Regresó a Buffalo, donde consiguió un trabajo en un consejo de arte local en gestión de artes, un puesto que requería habilidades para recaudar fondos. "No era para mí", recordó más tarde. "Me di cuenta de que estaba cansado de ayudar a otros a crear su arte". 

## Carrera
Después de ilustrar el libro de cocina de un amigo, publicó el libro infantil extraordinariamente popular, MAZE: Solve the World's Most Challenging Puzzle (1985), publicado por la importante editorial Henry Holt and Company.  El libro prometía un premio de 10.000 dólares a quien resolviera los numerosos acertijos visuales del libro, y aunque el concurso terminó hace tiempo, el libro sigue imprimiéndose y fue reeditado como un juego de computadora en formato CD-ROM.
Manson resumió así su enfoque en la creación e ilustración de libros infantiles: «Lo que realmente busco es el libro perfecto. De esos en los que no puedes imaginar las palabras sin las imágenes, ni las imágenes sin las palabras... como [el autor de Winnie-the-Pooh, AA] Milne. Pero no hay muchos que se consideren perfectos. Trabajo constantemente para conseguirlo». Añadió: «Aunque ganara la lotería de 40 millones de dólares, seguiría haciendo esto; tendría un estudio más sofisticado, pero seguiría haciendo esto».

## Obras
Autor e ilustrador:
- LABERINTO: Resuelve el rompecabezas más desafiante del mundo (1985)
- Los rieles que llevo: Cuarenta y cinco cuchareros ilustrados para descifrar (1987)
- El alquimista práctico: Cómo transformar un gato doméstico común en oro puro (1988)
- Un regalo para el rey: Un cuento persa (1989)
- Dos viajeros (1990)
- El Príncipe Cangrejo: Un entretenimiento para niños (1991)
- El maravilloso ratón azul (1992)

Ilustrador:
- La mesa normanda: La cocina tradicional de Normandía (1985)
- Una canción de granja (1992)
- El árbol en el bosque: Una vieja canción infantil (1993)
- El buen rey Wenceslao (1994)
- Hasta el buen fin del año (1997)
- Sobre el río y a través del bosque (1998)
- El tío Sam y la vieja gloria (2000)
- Cisne negro/Cuervo blanco (2007)